# Flamboyant (álbum)
Flamboyant es el primer álbum de estudio de Dorian Electra, artista y cantante estadounidense. El álbum fue lanzado el 17 de julio de 2019. Con una edición de lujo con cuatro nuevos temas y un remix que fue lanzado el 17 de enero de 2020. Tuvo promoción con los sencillos «Career Boy», «Man To Man», «Flamboyant»y «Daddy Like». Se lanzaron vídeos musicales para todos los sencillos además de «Adam & Steve» y «Guyliner».

## Versiones
Electra lanzó todos los steams del álbum para que los fans los puedan remixar el 17 de enero de 2020. El 1 de mayo de 2020 se lanzó un álbum con los instrumentales de cada canción. El 14 de mayo de 2020 se lanzó un álbum de grabaciones demos con notas de voz de las canciones del álbum.

## Composición y temas
Flamboyant es un álbum de pop experimental, electropop, pop barroco e hyperpop que presenta elementos de varios géneros como EDM, funk, heavy metal, dubstep, trap, R&B, electrónica, new wave y pop.
El foco del álbum son la masculinidad y el ser queer. Muchas de sus canciones tratan los estereotipos de género. En una entrevista, Electra dijo: «Quería explorar diferentes personajes masculinos para que los temas sean accesibles, relacionables y también divertidos».

## Recepción
Flamboyant obtuvo críticas cómo «mejores álbumes del 2019», participó en muchas listas, cómo en la revista Paper, la cual posicionó al álbum en el número 5 y Dazed con el número 14.

## Vídeos Musicales
- Career Boy
- Man To Man
- Flamboyant
- Daddy Like
- Adam & Steve
- Guyliner

## Lista de canciones
| Flamboyant |                     |          |  |
| N.º        | Título              | Duración |  |
| 1.         | «Mr. to You»        | 2:06     |  |
| 2.         | «Career Boy»        | 3:37     |  |
| 3.         | «Daddy Like»        | 2:55     |  |
| 4.         | «Emasculate»        | 2:18     |  |
| 5.         | «Man To Man»        | 3:17     |  |
| 6.         | «Musical Genius»    | 1:55     |  |
| 7.         | «Flamboyant»        | 3:16     |  |
| 8.         | «Guyliner»          | 2:55     |  |
| 9.         | «Live by the Sword» | 2:31     |  |
| 10.        | «Adam & Steve»      | 3:01     |  |
| 11.        | «Freaky 4 Life»     | 3:17     |  |

La versión Deluxe incluye cinco nuevos temas, incluido un remix.
| Flamboyant Deluxe edition |                                     |          |  |
| N.º                       | Título                              | Duración |  |
| 1.                        | «Tool for You»                      | 2:52     |  |
| 2.                        | «Under the Armor»                   | 2:22     |  |
| 3.                        | «Guyliner, Pt. 2»                   | 2:45     |  |
| 4.                        | «Your Kinda Guy»                    | 3:10     |  |
| 5.                        | «Adam & Steve (Count Baldor Remix)» | 3:13     |  |
| 45:30                     |                                     |          |  |